# Aleksandrs Mālmeisters
Aleksandrs Mālmeisters (ur. 18 grudnia 1911 w Pēterupe na Łotwie, zm. 12 grudnia 1996 w Rydze) – łotewski naukowiec, profesor, przewodniczący Rady Najwyższej Łotewskiej SRR (1971–1974), Bohater Pracy Socjalistycznej (1969).

## Życiorys
W 1937 ukończył studia na Uniwersytecie Łotwy, w 1941 był zastępcą przewodniczącego Miejskiego Komitetu Wykonawczego w Lipawie. Od 26 czerwca 1941 żołnierz Armii Czerwonej, uczestnik wojny ZSRR z Niemcami, 3 stycznia 1942 lekko ranny pod Borowskiem, od 1942 członek WKP(b). Od 1944 pomocnik szefa, następnie szef łączności 43 Gwardyjskiej Dywizji Piechoty 22 Armii i 42 Armii w stopniu majora gwardii, za udział w walkach odznaczony dwoma orderami i medalem. Po demobilizacji pracował na Uniwersytecie Łotewskim, w latach 1953–1961 był dyrektorem Instytutu Budownictwa i Architektury Akademii Nauk Łotewskiej SRR, między 1961 a 1963 rektor Ryskiego Instytutu Politechnicznego, w latach 1963–1970 rektor Instytutu Mechaniki Polimerów Akademii Nauk Łotewskiej SRR, 1970–1984 prezydent Akademii Nauk Łotewskiej SRR. Jednocześnie od 7 lipca 1971 do 3 lipca 1974 przewodniczący Rady Najwyższej Łotewskiej SRR. Od 1958 akademik Akademii Nauk Łotewskiej SRR, od 24 listopada 1970 członek korespondent Akademii Nauk ZSRR. W latach 1974–1984 deputowany do Rady Najwyższej ZSRR IX i X kadencji.

## Odznaczenia i nagrody
- Medal Sierp i Młot Bohatera Pracy Socjalistycznej (13 marca 1969)
- Order Lenina (trzykrotnie - 15 września 1961, 13 marca 1969 i 17 września 1975)
- Order Wojny Ojczyźnianej I klasy (11 marca 1985)
- Order Wojny Ojczyźnianej II klasy (26 września 1944)
- Order Czerwonej Gwiazdy (30 maja 1945)
- Nagroda Państwowa ZSRR (1985)
- Medal „Za Odwagę” (31 stycznia 1942)

I medale.